# Ориали, Габриеле
Габрие́ле Ориа́ли (итал. Gabriele Oriali; 25 ноября 1952, Комо) — итальянский футболист, опорный полузащитник. Выступал за итальянские клубы «Интернационале» и «Фиорентина», а также сборную Италии.
Чемпион мира 1982, двукратный чемпион Италии, двукратный победитель Кубка Италии.

## Карьера
Габриеле Ориали начал карьеру в молодёжном составе клуба «Интер» из Милана. Он дебютировал в основном составе команды 7 февраля 1971 года в матче чемпионата Италии с «Ромой», который завершился вничью 0:0. Всего в первом сезоне в команде Габриеле провёл 2 игры, а его клуб стал чемпионом страны. Начиная со следующего сезона Ориали завоевал место в стартовом составе команды, выступая на позиции центрального полузащитника. В том же сезоне он дошёл до финала Кубка европейских чемпионов, но там его клуб проиграл «Аяксу» 0:2. В 1978 году он помог «Интеру» выиграл Кубок Италии, в розыгрыше которого провёл 7 матчей и забил 1 гол. А спустя два сезона он отпраздновал с «нерадзурри» выигрыш своего второго скудетто. В сезоне 1981/82 Ориали выиграл Кубок Италии, а также добился с клубом двух побед над «Миланом», чего клуб после не смог повторить вплоть до 2007 года; при этом в одной из игр Габриеле забил победный гол. Сезон 1982/83 стал последним для Ориали в составе «Интера». Всего за клуб футболист провёл 392 матча и забил 43 гола, был капитаном команды. Последней его игрой за «нерадзурри» стал матч Кубка Италии с «Пизой» (0:0). Уйдя из «Интера», Габриеле перешёл в «Фиорентину», где выступал ещё 4 сезона, после чего завершил карьеру.
В составе сборной Италии Ориали дебютировал 21 декабря 1978 года в товарищеской игре с Испанией, где итальянцы победили 1:0. 26 сентября 1979 года он забил первый мяч за национальную команду, поразив ворота Швеции (1:0). В 1980 году в составе «Скуадры Адзурры» Габриеле поехал на чемпионат Европы, где итальянцы заняли 4-е место, а Ориали провёл на поле три игры, пропустив матч за 3-е место. Спустя два года, Ориали стал одним из основных игроков национальной команды, выигравшей титул чемпиона мира, сыграв заключительные 5 матчей на турнире, включая финальный. Всего за сборную футболист провёл 28 игр и забил 1 гол.
Завершив игровую карьеру, Ориали остался в футболе: работал спортивным директором в «Болонье» и «Парме», после чего возвратился в «Интер», где стал техническим директором по трансферным вопросам. На этой должности он стал причастен к инциденту о подделке паспорта игроком клуба Альваро Рекобой. 20 июня 2010 года Габриеле покинул этот пост из-за разногласий с руководством «нерадзурри».

## Достижения
- Чемпион Италии: 1971, 1980
- Обладатель Кубка Италии: 1978, 1982
- Чемпион мира: 1982

### Личные
- Golden Foot: 2021(в номинации «Легенды футбола»)

## Интересные факты
- В 1983 году лицо Ориали появилось на 60-ти франковых марках государства Чад, посвящённых чемпионату мира 1982.
- Певец Лучано Лигабуэ посвятил Ориали песню Una vita da mediano («Жизнь полузащитника»)[9].

## Награды
- Командор ордена «За заслуги перед Итальянской Республикой» (16 июля 2021) — в знак признания спортивных ценностей и национального духа, которые вдохновили итальянскую команду на победу на чемпионате Европы по футболу 2020[10][11]